# Hanicity
Umgeben vom Sidelengletscher im Kanton Uri liegt Hanicity, die höchste Pseudo-Postautohaltestelle der Schweiz auf 2'882 m. ü. M. auf dem freistehenden 142 Meter hohen Felsturm «Hannibal» am Galengrat im Furkagebiet.

## Geschichte
In einem kantonalen Jugend+Sport-Kletterlager im Jahr 2005 hatten die jungen Teilnehmer die Idee, eine Sitzbank auf den Gipfel Hannibal zu stellen. Die Umsetzung dieser Idee erfolgte noch im selben Lager unter Leitung eines Bergführers. Das Metallgestell und die Holzlatten zog die Klettergruppe über die Route «Conquest of Paradise» (Schwierigkeit 5c+) hoch bis zum Gipfel, wo die Bank montiert und befestigt wurde.
Im folgenden Jahr 2006 taten sich einige Teilnehmende aus diesem Jugend+Sport-Kantonslager als Interessensgemeinschaft zusammen, um den Fortbestand der Haltestelle zu sichern. In der Diskussion um eine passende Lösung für ein Gipfelbuch entstand die Idee, eine Postautohaltestellentafel zu verwenden, die bei der Postauto AG ersteigert wurde. Im Sommer 2006 zog die Gruppe die Tafel ebenfalls über die Route «Conquest of Paradise» hoch.
Die imaginäre Bushaltestelle Hanicity wird regelmässig renoviert. Das Gipfelbuch wird unterhalten und der Fahrplan wird jährlich ausgewechselt. Er entspricht dem Original der Strecke Andermatt–Oberwald, nur die Haltestelle «Hanicity» wurde ergänzt.

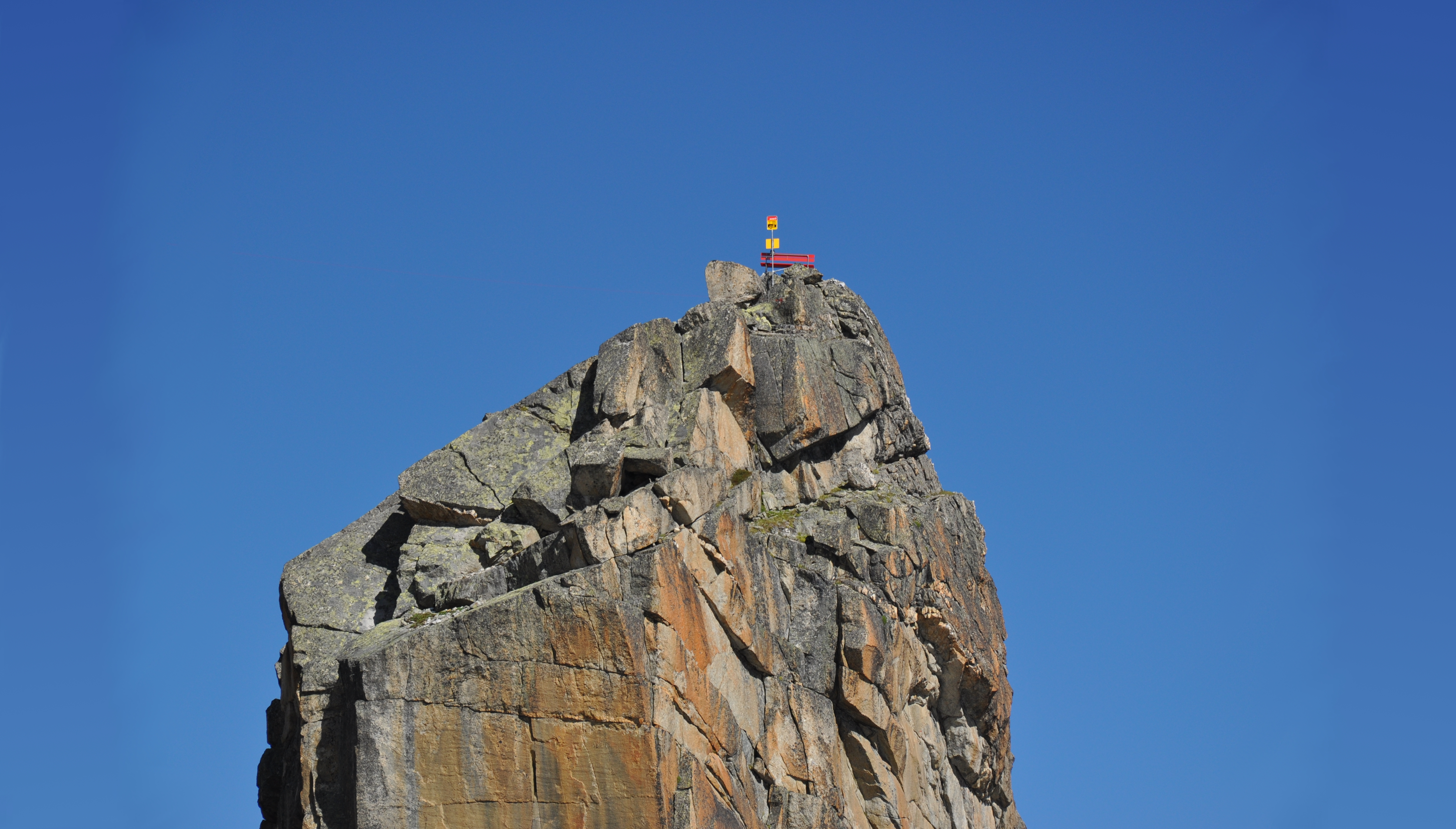
Nahaufnahme vom Nachbarsgipfel «s’Nägeli»
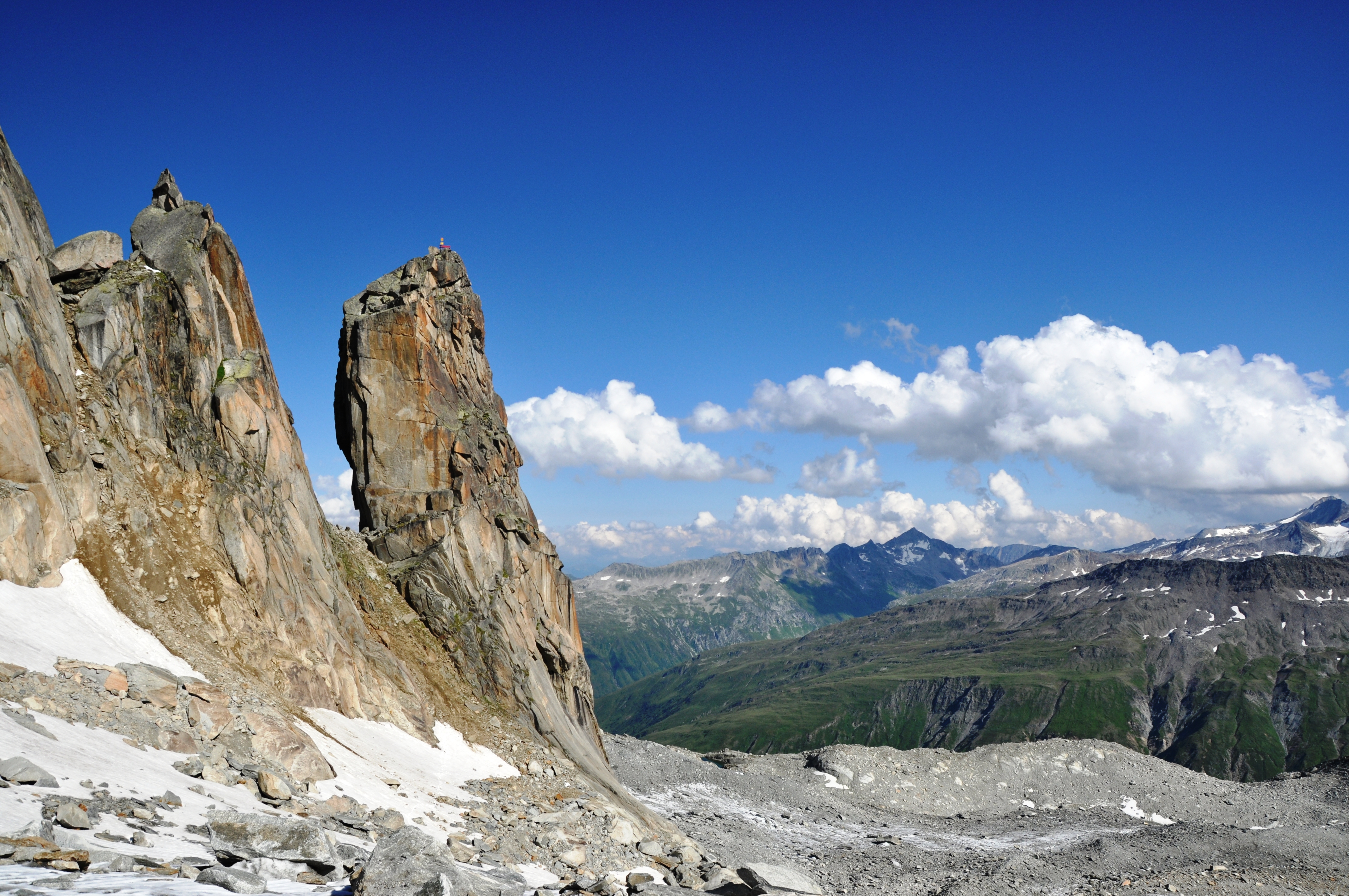
Ansicht vom Sidelengletscher aus
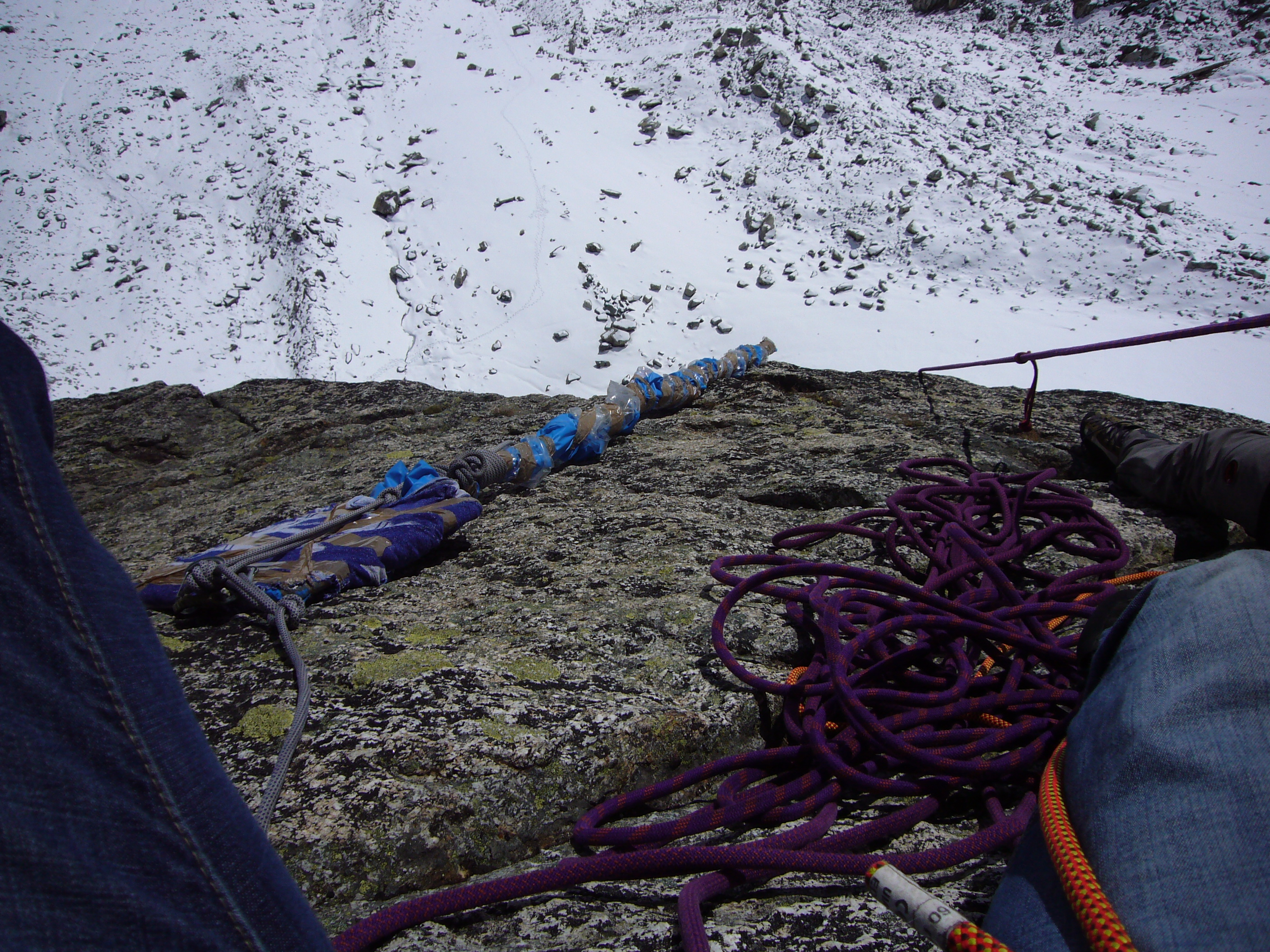
Transport der Postautohaltestellentafel